# Thelypteris rosenstockii
Thelypteris rosenstockii är en kärrbräkenväxtart som först beskrevs av Carl Frederik Albert Christensen, och fick sitt nu gällande namn av R. Tryon. Thelypteris rosenstockii ingår i släktet Thelypteris och familjen Thelypteridaceae. Inga underarter finns listade.